# Gesté
Gesté là một xã thuộc tỉnh Maine-et-Loire trong vùng Pays de la Loire phía tây nước Pháp. Xã này nằm ở khu vực có độ cao từ 48-104 mét trên mực nước biển.